# Gebedenboek van Anne van Bretagne
Het Gebedenboek van Anne van Bretagne is een handschrift uit het laatste kwart van de 15e eeuw gemaakt in opdracht van Anne van Bretagne en verlucht door Jean Poyet. Het is een gebedenboek maar duidelijk geen getijdenboek.

## Beschrijving
Het handschriftje bestaat uit slecht 31 folia en twee schutbladen. Het is gemaakt van fijn perkament. De afmetingen zijn 125 x 80 mm en het bevat niet minder dan 34 grote, bijna volbladminiaturen, met margeversiering, een vijftigtal versierde initialen van 2 lijnen hoog, enkele gekleurde lombarden en lijnvullers. Het is geschreven in het Latijn, maar het bevat één gebed in het Frans. Het handschrift is geschreven in het bâtarde schrift met één tekst kolom en 18 lijnen per blad. Het handschrift is zeer luxueus uitgevoerd.
Bij een nieuw inbinding werden de folia bijgesneden en is hier en daar de boord van de margeversiering weggesneden.

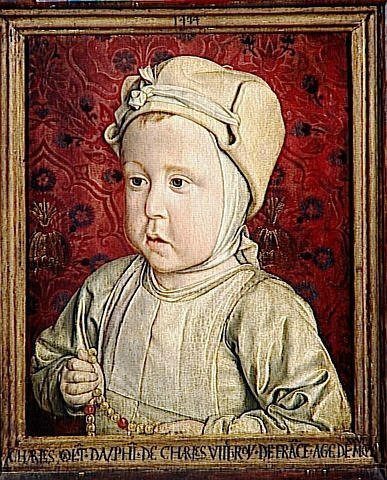
Jean Hey, 1494, Le dauphin Charles-Orland

### Geschiedenis
Het handschrift werd gemaakt in opdracht van Anne van Bretagne tussen 10 oktober 1492 en 6 december 1495 toen Anne koningin van Frankrijk was en gehuwd met Karel VIII van Frankrijk. Het was bedoeld als gebedenboek voor de dauphin Charles-Orland die geboren werd op 10 oktober 1492 en stierf op 6 december 1495, vandaar de precieze datering van het ontstaan van het handschriftje. Anne hield het boek bij zich tot aan haar dood.
In 1820 wordt het verworven door Armand de Crochard en door diens zoon verkocht aan Théophile Belin, een Parijse boekverkoper, die er in 1903 een monografie over publiceerde. John Pierpont Morgan kocht het boek van Belin in 1905 voor 52.500 Franse franc. Zijn zoon bracht het onder bij de Pierpont Morgan Library, waar het nu bewaard wordt als MS M.50.

### Inhoud
Het boek begint met de drie basisgebeden van de Rooms-Katholieke Kerk, het Onzevader of Paternoster, het Weesgegroet of Ave Maria en de Geloofsbelijdenis.
Van het Pater Noster en het Ave Maria wordt de tekst niet volledig geschreven maar wordt alleen de aanhef genoteerd, gevolgd door etc., de gebeden waren verondersteld gekend te zijn. Het Symbolum Apostolicum, de geloofsbelijdenis, is wel in extenso opgenomen, maar telkens met een van de twaalf artikelen per bladzijde, met een grote miniatuur.
Daarna volgen gebeden voor en na het eten, een akte van berouw en een aantal gebeden voor tijdens de misviering. Het boek vervolgt met zeven smeekbeden tot evenveel heiligen (suffragia). Dan volgt het enige gebed in het Frans, een gebed tot Onze Lieve Vrouw, O dame tres piteuse. Hierna komt een andere reeks van zeven suffragia en het boek eindigt met een gebed om wijsheid af te smeken.

## Doel van het boek
Het boek is geen getijdenboek, het bevat dus geen kalender, geen Mariagetijden, geen boetepsalmen en geen officie van de doden. Het is dus in wezen een vrij uitzonderlijk boek want naast het psalters, was het getijdenboek nagenoeg het enige boek dat gebruikt werd voor de privé devotie in de middeleeuwen en de vroege renaissance.
De eerste gebeden in het boek komen trouwens zelden in een getijdenboek voor, omdat iedereen geacht was ze uit het hoofd te kennen.
Men kan zich de vraag stellen of het boekje bedoeld was voor de dauphin als studieboek, om hem het lezen bij te brengen. Kinderen in de middeleeuwen leerden lezen uit het getijdenboek van de familie. Er zijn zelfs een aantal getijdenboeken bekend, waar vóór de normale getijden een serie gebeden was opgenomen om de kinderen te leren lezen. Die gebeden waren dan: het Pater Noster, het Ave Maria, het Credo, de gebeden voor en na het eten, de akte van berouw en zo verder. In de Walters Art Gallery in Baltimore bewaard men drie zulke getijdenboeken en er zijn nog andere voorbeelden bekend, ook bij incunabelen en gedrukte boeken. Met de opkomst van de boekdrukkunst werden dergelijke boekjes ook los van het getijdenboek gedrukt en ze raakten verspreid onder de naam Livre de Jésus.
Wat niet pleit voor een instructieboek voor de jonge Charles-Orland is het ontbreken van de tekst van de basisgebeden, het lettertype van het boekje en het veelvuldige gebruik van abbreviaturen in de tekst. Het meest overtuigende bewijs, dat het boek voor Anne zelf werd gemaakt, is het feit dat ze zelf afgebeeld wordt bij de biecht (fol 10v), maar ook de margedecoratie, die doorheen het ganse boek bestaat uit de letters van haar naam. De letters zijn in vierkante vakjes geplaatst, die van elkaar gescheiden worden door Annes geliefkoosde symbool, de cordelière. Ook het Franse gebed is Annes persoonlijke gebed, we zien het terugkeren in haar Grote getijden, en de keuze van de heiligen in de suffragia weerspiegelt ook Annes voorkeur.
Het laatste gebed in het boek is dan weer bijzonder door het feit dat duidelijk voor een man bedoeld is, zoals blijkt uit de tekst. In de aanhef zegt hij trouwens dat hij de zoon is van uw dienares, van Anne dus. In de miniatuur bij het gebed wordt trouwens een jonge prins in gebed afgebeeld (fol 31r). Het boek was dus enerzijds een gebedenboek voor Anne, maar een gebedenboek dat kon gebruikt worden om haar zoon te leren lezen en dat later door hemzelf als jonge man zou kunnen gebruikt worden bij zijn persoonlijk gebed.
Dit gebedenboek was niet het enige dat Anne liet maken. Tussen 1505 en 1510 bestelde ze een gelijkaardig gebedenboek voor haar dochter Claudia nu in het Fitzwilliam Museum in Cambridge als MS 159. Het eerste deel van het boek is inhoudelijk zeer vergelijkbaar met het boek van Charles-Orland en ook dit manuscript bevat op het einde een miniatuur met het portret van de bestemmeling, Annes dochter Claude in gebed voor Sint-Anna met Maria als jong kind.
En ook voor haar derde kind dat in leven bleef, Renée werd een gelijkaardig handschrift gemaakt. De opdracht hiervoor werd gegeven tussen 1515 en 1517 en Anne stierf in 1514. Hoewel we niet weten wie de opdracht gaf is het zeer waarschijnlijk dat die persoon het hier besproken gebedenboek kende en dit als model gebruikte voor Renées gebedenboek. Het gebedenboek van Renée bevindt zich nu in de Biblioteca Estense di Modena als Ms Lat 614.

## De verluchting
Voor een dergelijk klein boek, slechts 31 folia, is het boek zeer rijkelijk verlucht met 34 grote miniaturen. De thema’s van de verluchting zijn vrij strikt aansluitend bij de gebeden, wat vrij normaal lijkt als het boekje bedoeld was voor gebruik door een kind.
De tabel hierbij geeft de onderwerpen van elke miniatuur en het bijhorende gebed.
| Folio | Miniatuur                                                           | Gebed                                           |
| ----- | ------------------------------------------------------------------- | ----------------------------------------------- |
| 1r    | Drievuldigheid                                                      | Pater Noster                                    |
| 1v    | Annunciatie                                                         | Ave Maria                                       |
| 2r    | De apostel Petrus en de profeet Jeremia                             | Geloofsbelijdenis artikel I                     |
| 2v    | De apostel Andreas en Koning David                                  | Geloofsbelijdenis artikel II                    |
| 3r    | Jacobus de Meerdere, apostel en de profeet Jesaja                   | Geloofsbelijdenis artikel III                   |
| 3v    | De apostel Johannes en de profeet Zacharia                          | Geloofsbelijdenis artikel IV                    |
| 4r    | De apostel Tomas en de profeet Hosea                                | Geloofsbelijdenis artikel V                     |
| 4v    | De apostel Filippus en de profeet Amos                              | Geloofsbelijdenis artikel VI                    |
| 5r    | De apostel Bartolomeüs en de profeet Maleachi                       | Geloofsbelijdenis artikel VII                   |
| 5v    | De apostel Simon en de profeet Zefanja                              | Geloofsbelijdenis artikel VIII                  |
| 6r    | De apostel Jacobus de Mindere en de profeet Joël                    | Geloofsbelijdenis artikel IX                    |
| 6v    | De apostel Matteüs en de profeet Micha                              | Geloofsbelijdenis artikel X                     |
| 7r    | De apostel Judas en de profeet Daniël                               | Geloofsbelijdenis artikel XI                    |
| 8r    | De Emmaüsgangers                                                    | Gebed voor het eten                             |
| 9r    | De vermenigvuldiging der broden                                     | Gebed na het eten                               |
| 10v   | Anne van Bretagne bij de biecht                                     | Akte van berouw                                 |
| 11v   | Engelen tonen de hostie in een monstrans                            | Gebed bij de elevatie van de hostie             |
| 13r   | De heilige Anna onderwijst Maria                                    | Suffragium tot de heilige Anna                  |
| 14v   | De heilige Nicolaas brengt de bruidsschat voor de drie arme meisjes | Suffragium tot de heilige Nicolaas              |
| 16r   | De marteldood van de heilige Sebastiaan                             | Suffragium tot de heilige Sebastiaan            |
| 17v   | De marteldood van Ursula en de 11.000 maagden                       | Suffragium tot de heilige Ursula                |
| 18v   | Maria Magdalena die de voeten van Christus wast                     | Suffragium tot de heilige Maria Magdalena       |
| 19v   | De heilige Catherina met de heidense filosofen                      | Suffragium tot de heilige Catharina             |
| 20v   | De heilige Margaretha en de draak                                   | Suffragium tot de heilige Margaretha            |
| 21v   | Bewening van Christus                                               | Gebed tot de heilige Maagd Maria O Dame Piteuse |
| 23v   | De heilige Liphard en Urbicius                                      | Suffragium tot de heilige Liphard               |
| 24v   | De marteldood van Petrus van Verona of Petrus de martelaar          | Suffragium tot de heilige Petrus van Verona     |
| 25v   | Het mirakel van de muilezel met sint Antonius van Padua             | Suffragium tot de heilige Antonius van Padua    |
| 26v   | De Kruisvinding door de heilige Helena                              | Suffragium tot de heilige Helena                |
| 28r   | De aartsengel Gabriël                                               | Suffragium tot de engel Gabriël                 |
| 29r   | De heilige Hubertus met het mirakel van het hert                    | Suffragium tot de heilige Hubertus              |
| 30r   | Engelen met de doornenkroon                                         | Suffragium tot de doornenkroon                  |
| 31r   | De Dauphin Charles-Orland in gebed                                  | Het gebed voor goddelijke wijsheid              |